# Drum național 29
Der Drum național 29 (rumänisch für „Nationalstraße 29“, kurz DN29) ist eine Hauptstraße in Rumänien. Zwischen Suceava und Botoșani bildet er zugleich einen Abschnitt der Europastraße 58.

## Verlauf
Die Straße zweigt in Suceava vom Drum național 2 (zugleich Europastraße 85) nach Osten ab, passiert den Drum național 29A, verläuft durch Salcea, überquert den Sereth, passiert in der Kreishauptstadt Botoșani zunächst den Abzweig des Drum național 29B nach Dorohoi und dann den des Drum național 28B, dem die Europastraße 58 weiter folgt, und des Drum național 29D nach Ștefănești. Der DN29 verläuft weiter nach Nordosten durch Săveni und erreicht in Manoleasa unweit des Pruth, der zugleich die Grenze zur Republik Moldau bildet, den Drum național 24C, an dem er endet.
Die Länge der Straße beträgt knapp 99 km.